# Antiga Ferreteria Badalonesa
L'antiga Ferreteria Badalonesa és un edifici de Badalona (Barcelonès) protegit com a bé cultural d'interès local. És un local comercial fruit de diverses reformes realitzades per l'arquitecte badaloní Joan Padrós i Fornaguera. Està situada al carrer de Mar, eix comercial del centre de Badalona. Va tenir la funció originària de ferreteria, i després el local ha tingut diversos usos comercials.

## Descripció
És una botiga disposada en una parcel·la llarga i estreta en doble alçada, essent el pis superior un corredor perimetral amb una bona utilització del ferro a tots els nivells. En general l'estructura de ferro aparent i la utilització generosa del vidre, que permet una bona il·luminació natural, complementaven el gran parament cobert de lleixes amb calaixos, molt adequats per a la funció originària de ferreteria. Els vidres curvilinis dels aparadors de la façana al carrer del Mar van ser un impacte tecnològic.

## Història
El solar de l'edifici era ocupat per una primitiva ferreteria, que va ser enderrocada i refeta el 1927 segons el projecte de Joan Padrós i Fornaguera. La Ferreteria Badalonesa es va mantenir en aquesta ubicació fins a l'any 1980, el local va canviar de propietari i va esdevenir una croissanteria, però va conservar la seva estructura original. El 1987 va estar novament en obres. Actualment acull una botiga de roba.